# 黒塚まや
黒塚 まや（くろつか まや、1980年9月14日 - ）は、日本のフリーアナウンサー。TBSスパークル（旧：キャスト・プラス）所属。
神奈川県横浜市出身。TBSアナウンススクールOG。テレビ山梨では幅広いジャンルに対応できる数少ないアナウンサーであった。

## 担当番組など

### テレビ山梨時代
- UTYウッティな木曜日
- わいわいQGランド
- UTYニュースの星（土曜→平日(2008.4-2009.3)）
- It's山梨!
- 世界陸上大阪応援たすきキャラバン
- やまなし映画祭 MC（2008、2009、2011）

### フリー転身後
- TBSニュースバード キャスター（2009.4-2013.3）
  - さきどりニュース メインキャスター（月-金曜日 2010.4-2011.3／月-水曜日 2011.4-2013.3）
  - BS-TBSニュース
  - TBSラジオニュース
  - 衆議院選挙 当確キャスター（2009年）
  - 参議院選挙 開票キャスター（2010年）
  - 衆議院議員 開票キャスター（2012年）
  - CBS60ミニッツ（2011.3.30-2013.10.2）
- はなまるマーケット（TBSテレビ／2013.4-9）不定期
- ヒットリサーチ（BS-TBS／2013.8）
- ウィークリーニュースONZE（BS11／2013.4-2014.3）
- 報道ライブ21 INsideOUT（BS11／2014.4-2016.3）月-木曜キャスター
- ニュースルーム（J-WAVE／2013.10-2016.12）水・木曜